# HRK Neum
HRK Neum je bosanskohercegovački rukometni klub iz Neuma. Sjedište je u Hotelu Sunce, Neum. Član Rukometnog saveza Herceg-Bosne. Predsjednik je Davor Krešić. Boja dresova je crna.